# غرديليتسا
غرديليكا (Грделица) هي مدينة في يابلانيتسا في مقاطعة وسط صربيا في صربيا.
يبلغ عدد سكانها حوالي 2350 نسمة.